# آدم براون (لاعب كرة قدم)
آدم براون (بالإنجليزية: Adam Brown)‏ (9 يونيو 1995 في المملكة المتحدة - ) هو مدرب كرة قدم ولاعب كرة قدم بريطاني في مركز الوسط. لعب مع نادي سانت ميرين ونادي سلتيك ونادي أردريونيانز وأردريونيانز.

## وصلات خارجية
- آدم براون على موقع قاعدة بيانات كرة القدم.إي يو (الإنجليزية)
- آدم براون على موقع Soccerbase.com (لاعب) (الإنجليزية)
- آدم براون على موقع Soccerway.com (الإنجليزية)